# Abasia (medicina)
Abasia (del griego: a-sin, y base-el paso) es un término médico que se refiere a la incapacidad de caminar, debido fundamentalmente a defectos en la coordinación muscular.
Este término señala la incapacidad de mantenerse de pie o caminar en una manera normal.  Los pacientes presentan una alteración de la marcha, la cual es inusual y dramática, avanzando torpemente en diferentes direcciones y cayendo. 
Astasia se refiere a la incapacidad de mantenerse en posición vertical sin ayuda. 
Abasia se refiere a la falta de coordinación motora al caminar. El paciente varía la base (distancia entre los pies), siendo esta variación inconstante.  
Esta entidad se puede observar en enfermedades neurológicas como el accidente cerebrovascular (ACV), enfermedad de Parkinson, daño en el cerebelo a nivel vermiano, en el Síndrome de Guillain-Barré, hidrocefalia con presión normal, etc.

## Tipos de abasia
El término abarca un espectro de trastornos médicos tales como:
- Abasia atáctica si se caracteriza por una incertidumbre en el movimiento.
- Abasia coreica: causada por la corea de las piernas.
- Abasia paralítica: si el sujeto ha perdido la capacidad para caminar, causada por la parálisis de los músculos de las piernas.
- Abasia espasmódica o espástica: aquella producida por rigidez espasmódica o espasticidad de los músculos de las piernas.
- Abasia trémula o temblorosa: causada por el temblor de las piernas.[1]
- Astasia-abasia: también conocida como enfermedad de Blocq. Es una ataxia por defecto de coordinación automática (Jaccoud); imposibilidad de mantener la estación vertical (astasia) y de andar (abasia). Los pacientes presentan una alteración inusual y dramática de la marcha; se tambalean violentamente en varias direcciones. No es explicable por otros trastornos motores o sensitivos ni de la coordinación de los miembros inferiores. Puede obedecer a una apraxia de la marcha, a una exageración de los reflejos de sostén, a lesiones cerebelosas o laberínticas.[3]

## Fobias
Astasia y/o abasia están asociadas con los temores correspondientes de caminar y/o estar de pie, diversamente llamados stasofobia, basofobia, stasifobia, basifobia, stasobasofobia, etc.; a veces convirtiéndose en formas patológicas, es decir, fobias.